# Liam Bertazzo
Liam Bertazzo (Este, 17 februari 1992) is een Italiaans baan- en wegwielrenner. Zijn oudere broer Omar is ook wielrenner.

## Baanwielrennen

### Palmares
| Jaar     | IK                         | EK                   | WK                   | Overig                    |
| Junioren | Junioren                   | Junioren             | Junioren             | Junioren                  |
| -------- | -------------------------- | -------------------- | -------------------- | ------------------------- |
| 2012     |                            | ploegenachtervolging |                      |                           |
| Elite    |                            |                      |                      |                           |
| 2011     | ploegkoers                 |                      |                      |                           |
| 2012     | scratch, ploegkoers        | ploegenachtervolging |                      |                           |
| 2013     |                            | ploegkoers           |                      |                           |
| 2014     | puntenkoers, achtervolging | puntenkoers          |                      |                           |
| 2015     |                            |                      | ploegkoers           | Fiorenzuola: ploegkoers   |
| 2016     | omnium                     | ploegenachtervolging |                      |                           |
| 2017     |                            | ploegenachtervolging | ploegenachtervolging |                           |
| 2018     |                            |                      |                      | Zesdaagse van Fiorenzuola |
| 2019     |                            |                      |                      |                           |
| 2020     | afvalkoers, scratch        |                      |                      |                           |

## Wegwielrennen

### Overwinningen
2014
1e etappe Ronde van Servië
2017
2e etappe Ronde van China I
Eind- en puntenklassement Ronde van China I

## Resultaten in voornaamste wedstrijden
| Jaar | Ronde van Italië | Ronde van Frankrijk | Ronde van Spanje |
| ---- | ---------------- | ------------------- | ---------------- |
| 2016 | opgave           |                     |                  |
| 2017 |                  |                     |                  |
| 2018 | 143e             |                     |                  |
| 2019 |                  |                     |                  |

| Jaar | Milaan-San Remo | Ronde van Vlaanderen |
| ---- | --------------- | -------------------- |
| 2016 |                 |                      |
| 2017 |                 | opgave               |
| 2018 | 162e            |                      |
| 2019 | opgave          |                      |

## Ploegen
- 2014 –  MG Kvis-Wilier
- 2015 –  Southeast[1]
- 2016 –  Wilier Triestina-Southeast[2]
- 2017 –  Wilier Triestina-Selle Italia
- 2018 –  Wilier Triestina-Selle Italia
- 2019 –  Neri Sottoli-Selle Italia-KTM
- 2020 –  Vini Zabù-KTM
- 2021 –  Vini Zabù-KTM
- 2022 –  Maloja Pushbikers
- 2023 –  Maloja Pushbikers

Andriato · Belletti · Bertazzo · Busato · Carretero · Cecchinel · Conti · Dal Col · Favilli · Fedi · Finetto · Fonzi · Gavazzi · Gil · Mareczko · Monsalve · Petacchi · Ponzi · Tedeschi · Wackermann · Zhupa · Amezqueta (stagiair) · Rodríguez (stagiair)
Amezqueta · Andriato · Belletti · Bertazzo · Busato · Conti · Dal Col · Draperi · Ducournau · Fedi · Fonzi · Gil · Godoy · Mareczko · Martínez · Pozzato · Rodríguez · Sanz · Tedeschi · Trosino · Zhupa · Cañaveral (stagiair) · Errazkin (stagiair) · Raileanu (stagiair)
Amezqueta · Andriato · Belletti · Bertazzo · Busato · Cecchin · Draperi · Ducournau · Fedi · Flórez · Fonzi · Godoy · Kasjavy · Mareczko · Martínez · Mosca · Pozzato · Rodríguez · Trosino · Turrin · Zhupa · Colonna (stagiair) · Marcelli (stagiair) · Raggio (stagiair)
Bertazzo · Bevilacqua · Busato · Coledan · Flórez · Fonzi · Kasjavy · Mareczko · Mosca · Pacioni · Pozzato · Raggio · Rosa · Turrin · Velasco · Zardini · Zhupa
Bartolozzi · Bertazzo · M. Bevilacqua · S. Bevilacqua · De Bonis · Di Renzo · Frapporti · González · Gradek · Iacchi · Mareczko · Orrico · Pearson · Petelin · Schneiter · Stacchiotti · Stojnić · Tortomasi · van Elzakker · van Empel · Zardini · Ferri (stagiair) · Masotto (stagiair) · Tosin (stagiair)
Benz-Kuch · Bertazzo · Bichlmann · Davis · Evans · Finetto · Fortin · Klotz · Kopper · Meo · Reißig · Rudys · von Stetten · Weber · Wollenberg